# Tide Head
Tide Head est un village du comté de Restigouche, situé au nord du Nouveau-Brunswick. Dans le cadre de la réforme de la gouvernance locale du 1er janvier 2023, il a été fusionné à la ville de Campbellton.

## Géographie

### Situation
Tide Head est situé sur la rive droite (sud) de la rivière Ristigouche, à neuf kilomètres à l'ouest du centre-ville de Campbellton. Le village se trouve à la jonction de la route 11 et de la route 134. À proximité se trouvent la gare de Campbellton et l'aéroport de Charlo.
Tide Head est généralement considérée comme faisant partie de l'Acadie.

### Géologie
Le sous-sol de Tide Head est composé de roches magmatiques felsiques du groupe de Dalhousie, datant du Dévonien inférieur (394 à 418 millions d'années).

### Logement
Le village comptait 449 logements privés en 2006, dont 415 occupés par des résidents habituels. Parmi ces logements, 80,7 % sont individuels, 0,0 % sont jumelés, 0,0 % sont en rangée, 2,4 % sont des appartements ou duplex et 2,4 % sont des immeubles de moins de cinq étages. Enfin, 14,5 % des logements entrent dans la catégorie autres, tels que les maisons-mobiles. 95,2 % des logements sont possédés alors que 4,8 % sont loués. 75,9 % ont été construits avant 1986 et 10,8 % ont besoin de réparations majeures. Les logements comptent en moyenne 7,1 pièces et 0,0 % des logements comptent plus d'une personne habitant par pièce. Les logements possédés ont une valeur moyenne de 93 177 $, comparativement à 119 549 $ pour la province.

## Histoire
Tide Head est situé dans le territoire historique des Micmacs, plus précisément dans le district de Gespegeoag, qui comprend le littoral de la baie des Chaleurs. Ce territoire était revendiqué d'abord par les Iroquois et ensuite seulement par les Mohawks. Le site voisin d'Atholville compte dès le VIe siècle av. J.-C. un village du nom de Tjikog. La rivière Restigouche est riche en saumon et toute la région est un territoire de chasse, tandis que des portages la relient au fleuve Saint-Jean.
L'embouchure de la rivière est colonisée dès le XVIIIe siècle par les Blancs mais Tide Head n'est fondé qu'au début du XIXe siècle. Les Grands feux de la Miramichi détruisent une bonne partie de la forêt du Nouveau-Brunswick en 1825. L'industrie forestière se déplace alors vers le nord et des scieries ainsi que des chantiers navals sont ouverts à Atholville et Campbellton. Les grands pins et épinettes sont déjà presque tous passés sous la scie en 1850 mais de petites scieries continuent de traiter le bois descendant les rivières Restigouche et Upsalquitch. Le Chemin de fer Intercolonial passe au village en 1876 et représente une chance importante pour l'économie locale.
La construction du chemin de fer Restigouche and Western, entre Tide Head et Saint-Léonard, commence en 1898. Les travaux sont ralentis en raison du terrain difficile et du manque de fonds et le chemin de fer International prend le contrôle de la ligne en 1906. Les travaux sont terminés en 1910. La construction du chemin de fer permet de coloniser les hauts plateaux.
L'école Tide Head est inaugurée en 1947.
Tide Head est constitué en municipalité le 9 novembre 1966.
Le chemin de fer International est abandonné en 1989.

## Démographie
(juillet 2016).
D'après le recensement de Statistique Canada, il y avait 1 149 habitants en 2001, comparativement à 1 170 en 1996, soit une baisse de 1,8 %. Il y a 439 logements. Le village a une superficie de 19,57 km2 et une densité de 58,7 habitants au km2.
| 1981 | 1986  | 1991  | 1996  | 2001  | 2006  | 2011  | 2016 |
| ---- | ----- | ----- | ----- | ----- | ----- | ----- | ---- |
| 952  | 1 085 | 1 156 | 1 170 | 1 149 | 1 075 | 1 036 | 938  |

| Évolution des langues maternelles (en %) | Légende                                                         |
| ---------------------------------------- | --------------------------------------------------------------- |
|                                          | - Anglais - Français - Anglais et français - Autre(s) langue(s) |
| Sources,:                                |                                                                 |

## Économie
Entreprise Restigouche a la responsabilité du développement économique.

## Administration
(juillet 2016).

### Conseil municipal
Le conseil municipal est formé d'un maire et de 4 conseillers. Le conseil municipal actuel est élu lors de l'élection quadriennale du 14 mai 2012.
Conseil municipal actuel
| Mandat      | Fonctions   | Nom(s)                                                                          |
| ----------- | ----------- | ------------------------------------------------------------------------------- |
| 2012 - 2016 | Maire       | Randy Hunter                                                                    |
| 2012 - 2016 | Conseillers | Gary W. Hickey, Catherine L. Johnson-McDavid, Patrick Lanteigne, Mark St. Onge. |

Conseils précédents
| Mandat      | Fonctions   | Nom(s)                                                                          |
| ----------- | ----------- | ------------------------------------------------------------------------------- |
| 2008 - 2012 | Maire       | Randy Hunter                                                                    |
| 2008 - 2012 | Conseillers | Denyse Arsenault Zyveniuk, Gary W. Hickey, Donald James Munroe, Judy L. Murray. |

| Période                                  | Période  | Identité                     | Étiquette | Qualité |
| ---------------------------------------- | -------- | ---------------------------- | --------- | ------- |
| 2008                                     | en cours | Randy Hunter                 |           |         |
| 2004                                     | 2008     | Robert Gerrard               |           |         |
| 2001                                     | 2004     | Gilmour (Junior) Glencross   |           |         |
| 1995                                     | 2001     | Allan M. Dickson             |           |         |
| 1966                                     | 198?     | James (Jim) Alexander Adams, |           |         |
| Les données manquantes sont à compléter. |          |                              |           |         |

### Commission de services régionaux
Tide Head fait partie de la Région 2, une commissions de services régionaux (CSR) devant commencer officiellement ses activités le 1er janvier 2013. Tide Head est représenté au conseil par son maire. Les services obligatoirement offerts par les CSR sont l'aménagement régional, la gestion des déchets solides, la planification des mesures d'urgence ainsi que la collaboration en matière de services de police, la planification et le partage des coûts des infrastructures régionales de sport, de loisirs et de culture; d'autres services pourraient s'ajouter à cette liste.

### Représentation
Tide Head est membre de l'Union des municipalités du Nouveau-Brunswick.
 Nouveau-Brunswick: Tide Head fait partie de la circonscription provinciale de Campbellton—Restigouche-Centre, qui est représentée à l'Assemblée législative du Nouveau-Brunswick par Greg Davis, du Parti progressiste-conservateur. Il fut élu en 2010.
 Canada: Tide Head fait partie de la circonscription fédérale de Madawaska—Restigouche, qui est représentée à la Chambre des communes du Canada par Jean-Claude D'Amours, du Parti libéral. Il fut élu lors de la 38e élection générale, en 2004, puis réélu en 2006 et en 2008.

## Vivre à Tide Head
L'école Tide Head accueille les élèves de la maternelle à la 5e année. C'est une école publique anglophone faisant partie du district scolaire #15. Tide Head fait aussi partie du sous-district 1 du district scolaire Francophone Nord-Est. Les écoles francophones les plus proches sont toutefois situées à Atholville et Campbellton.
Tide Head possède aussi une caserne de pompiers et un bureau de poste. Le détachement de la Gendarmerie royale du Canada le plus proche est à Campbellton. Campbellton compte le Centre hospitalier Restigouche, francophone, et l'hôpital régional de Campbellton, anglophone. Les hôpitaux néo-brunswickois sont en effet bilingues dans leurs services mais unilingues dans leur administration. Campbellton compte de plus un poste d'Ambulance Nouveau-Brunswick.
La collecte des déchets et matières recyclables est effectuée par la Commission de gestion des déchets solides de Restigouche. L'aménagement du territoire est de la responsabilité de la Commission d'urbanisme du district de Restigouche.
Les francophones bénéficient du quotidien L'Acadie nouvelle, publié à Caraquet, ainsi qu'à l'hebdomadaire L'Étoile, de Dieppe. Ils ont aussi accès à l'hebdomadaire L'Aviron, publié à Campbellton. Les anglophones bénéficient des quotidiens Telegraph-Journal, publié à Saint-Jean ainsi que de l'hebdomadaire Campbellton Tribune, de Campbellton.

## Culture

### Langues
Selon la Loi sur les langues officielles, Tide Head est officiellement bilingue puisque l'anglais et le français sont tous deux parlés par plus de 20 % de la population.